# Церква святого Миколая (Підбірці)
Церква святого Миколая — чинна церква УГКЦ на вул. Митрополита Григорія Яхимовича, 68 у селі Підбірці, Львівського району, Львівської області. Громада належить до Винниківського Протопресвітеріату УГКЦ. Церква розміщується на невеликому пагорбі в центрі села, який прилягає до головної сільської вулиці, названої на честь видатного уродженця цього села, галицького митрополита — Григорія Яхимовича. На 28 серпня припадає празник села, що відзначають у свято Успіння Пречистої Діви Марії. Цей день — день великого відпусту, коли раз у рік відслонювали образ Богоматері, який чудотворним способом відновився у хаті одного бідняка, що сам помер з голоду. Цей образ перенесено до церкви з хати Шидловського при участі митрополита С. Сембратовича та вірних з усіх довколишніх сіл.

## Історія колишнього дерев'яного храму
До 1700 року Підбірці належали до парафії в Лисиничах і тому ходили на богослужіння до сусіднього села.
У 1763—1764 роках в селі була збудована дерев'яна церква, яка вважалася монастирською та розташовувалася на місці сьогоднішньої мурованої. За іншими даними, у документах «Просвіти» 1912 року зазначено, що сільська церква збудована 1712 року. Вона була споруджена в стилі українського бароко з п'ятьма банями і з дзвіницею на трьох стовпах. Вона мала розміри 22×14 метри і в 1837 році вартувала 800 австрійських гульденів, з них 40 — лише дзвіниця.
По типу церква була тридільною одноверховою спорудою побудованою із зрубу. У плані складалася з одного квадрата в центрі (нави) та двох прямокутників з боків, вишикуваних в один ряд. Ці прямокутники (жіноча галерея та пресвітерій) були витягнутими і зазвичай врізаними з обох кінців у центральний об'єм. Пресвітерій займав лише половину восьмикутника, як у цегляних готичних церквах і розміщувався із східного боку. Центральний об'єм церкви переходив по висоті у восьмигранний об'єм, на який опирався дерев'яний купол теж восьмигранної цибулястої форми.
Влітку 1910 року львівський археолог, етнолог, мистецтвознавець Богдан Януш зробив короткий опис та ілюстрації церков в околицях Львова («Drewniane cerkwie w okolicach Lwowa»). Завдяки йому збереглася світлина старої дерев'яної церкви.
В акті візитації парафії 1740 року зазначено, що парохом церкви святого Миколая був о. Яків Яхимович, поставлений тут за згодою пана Пйотра Мьончинського 6 березня 1739 року. На той час 28 парафіяльних родин давали йому щорічно проскурне по півмацкові пшениці. Церква мала поля в трьох місцях: 2 чверті на 30 плугів оранки та сіножатей на 19 косарів. В акті люстрації села 1765 року записано, що церква має 2 чверті поля, але не має акту ерекції, тобто акту надання земель.
Станом на 31 жовтня 1819 року в селі о. Хибинський мав 528 вірних (разом з Каменополем). Священику в той час селяни мали відробити у рік 53 дні з плугами та 19 із серпами. У 1821 році в Підбірцях та Кам'янополі було 545 вірних. В 1827 році церква була в середньому стані. Дзвіниця мала три дзвони: Михайло (великий), Кирило (середній) та сигнатурка (малий дзвін). Померлих вже тоді ховали на новому цвинтарі розташованому на пагорбі при Глинянському гостинці. Старий цвинтар був розміщений біля церкви, де зараз розташовані земельні ділянки підбірчан. В самій церкві цінних речей не було: мосяжний келих, 6 фелонів, 2 далматики, скарбона для пожертв. З боків від головного вівтаря були ще два: Миколая та Трійці, а в бабинці (вхідна частина) були вівтарі Благовіщення та Покрови Богородиці.
1843 року — 446 вірних (разом з Кам'янополем). У 1856 році парафія давала 154 золотих доходу (107 від земель, 20 золотих з натуральних данин, 27 золотих за церковні треби). В 1867 році ці статті доходів не змінилися, але церковні треби зменшилися до 20,5 золотих. Мабуть що в цей період зменшилась смертність. 1870 року. — церква була відновлена. Вівтарі, іконостас, рами образів були позолочені. Робились ці роботи під керівництвом капелана Данила Крупки. у 1876 році церква мала в скорбоні 21 золотих готівки та 400 було розпозичено селянам під відсотки. Були в ній 2 позолочені чаші та 12 фелонів.
1886 року — Підбірці отримали статус парафії. На цей час в парафії було 28 родин в Кам'янополі — 16. Парох церкви вже був матеріально незалежним бо мав своє господарство.
1913 році дерев'яна церква була у незадовільному стані. Через її малі габарити громада не могла вже вміщатися у ній і тому були підготовлені ескізні плани нової цегляної церкви. На парафіяльному подвір'ї була збудована верчерна студня, яка вартувала 1000 корон. 1917 року австрійське військо забрало з церкви 2 килими та один дзвін з дзвіниці, бо бракувало кольорового металу, який йшов на обідки до гарматних стрільн. Огорожа парафіяльного господарства була розібрана на дрова, а комара для зерна під час війни була спалена.
Під час українсько-польської війни 1918—1919 років. поляки обстрілювали Підбірці з Личакова, але жодний снаряд не влучив у церкву, хоч і було видно їхнє намагання знищити церкву. Збереження церкви приписувано чудотворній іконі Богоматері, що була у церкві.

## Будівництво нової церкви (1922—1943)
У 1922 році заклали фундамент вже для нової церкви. Оскільки тоді влада не хотіла надати нового місця під будівництво, то селяни зводили стіни навколо старої церкви. Відновився цього року збір коштів на будівництво церкви. У 1925 році майстер Бернатович збудував дзвіницю, але як сам зазначав що зробив її на 2,5 м нижчою від запроектованої через брак коштів на будівельний матеріал. Гроші на будівництво дзвіниці будівельний комітет позичив у страховому товаристві «Дністер», а потім пішли по селі з колядою і борг повернули. На дзвіницю о. Пилипець постарався нові дзвони за якими сам їздив до Варшави і вибрав їх аж вісім. Дзвони коштували 1188 зол., за доставку парох заплатив 100 зол. У часи другої світової війни дзвони познімали німці для своїх потреб.
У 1930 році почалося будівництво цегляних стін навколо старої церкви. На цей рік припадало на парафії 794 вірних. Вночі 13 вересня 1931 році злодії пограбували церкву і забрали: 8 м полотна, обруси, розбили дзеркало також подерли деякі документи. у 1936 — в селі Підбірці мешкало 819 греко-католиків і 586 римо-католиків. Парафія мала тоді 35 га землі. 1937 року для нового пароха о. Івана Романчукевича вимурували на парафії нову стайню та шпихлір. У наступний рік на місці дерев'яної церкви звели муровану. А 5 червня за цього пароха відбулося винесення хрестів на церкву. У 1943 році — Остаточне викінчення і посвячення церкви (за пароха о. Степана Хабурського). У 1944 році коли радянські війська тиснули німців з Підбірців, артилерійським вогнем була пошкоджена баня церкви, яку опісля направив бляхар Михалевич.
У 2008 році почався капітальний ремонт покрівлі церкви. Замінили існуючу цинкову бляху на булатну і нержавіючу, по всьому покритті даху включно з дзвіницею. У 2009 році все було завершено, а також доставлено на гребінь вівтаря і бабинця по маківці з хрестом. Над головним входом у церкву теж звели аркове накриття покрите булатом.

## Архітектурний стиль
Храм збудований в стилі історизму на модерний лад XX століття і є яскравим представником галицької мурованої сакральної архітектури. Також в архітектурному стилі проглядається чітко українське необароко.
Церква мурована на кам'яному фундаменті, в основі якого лежить хрещатий рівнораменний план, що являє велику, квадратну в плані наву, завершену на четверику світловим восьмериком. До нави з півночі та півдня прилягають рівноширокі прямокутні бокові рамена, які закінчуються фронтонами. Окремими об'ємами примикають по осі бабинець та вівтар, які мають окреме шатрове завершення. До вівтаря гранчастої форми з півночі та півдня прибудовані ризниці. Вікна бічних рамен нави складаються з двох злучених арчастих вікон, у бабинці із трьох сторін вікна півкружної форми і є досить великими. Вівтар класичної тригранної форми, з сходу із круглим вікном а з діагональних боків по арчастому вікну.
Храм одноверхий і завершується великою пірамідальною банею цибулястої форми з ліхтарем і маківкою. Кути центральної, квадратної в плані нави, завершені меншими банями на восьмибічниках. Ці бані оригінальної форми плавно сполучені з безліхтарними маківками. Гребені дахів бабинця і вівтаря також вінчають ліхтарі з маківками.
Бабинець оточений з трьох сторін аркадною, заскленою галереєю, права сторона якої перекрита і служить як підсобне приміщення. З заходу через галерею в бабинець розміщується головний вхід у церкву.

## Історія переліку священиків Яричівського Деканату Львівської Єпархії
Історія переліку священиків Яричівського Деканату Львівської Єпархії є досить цікава. Цей перелік у формі книжечки виготовив о. Григорій Брездень у 1929 році. У той час він був студентом Богословської академії у Львові, ректором якої був наш Блаженний Патріарх Йосип Сліпий.
Покійний о. декан. П. Пилипець доручив о. Григорію Брезденю зробити список усіх померлих священиків Яричівського деканату, на підставі церковних книг. Із тими матеріалами було багато праці, бо старі книги були писані ще кирилицею, польською, німецькою та латинською мовами.
З 1932 року зміни у цьому списку робив сам о. декан П. Пилипець. По смерті о. Пилипця у 1943 році список був у руках нового декана о. Миколи Землинського, пароха Яричова Старого, аж до часу вивозу його на Сибір 1 жовтня 1944 року.
У 1959 чи 1960 році Зенон Левицький, працював у Львові на електрифікації однієї з кам'яниць на площі Ринок. Мабуть, це була кам'яниця Любомирських на площі Ринок, 10, яка від 1895 року належала товариству «Просвіта». Тут він зауважив багато порозкиданих книжок. Одна із цих книжок лежала відчинена, нахилившись до неї, прочитав ім'я — о. Григорій Брездень. Знаючи, що це вуйко його дружини, він непомітно сховав цю книжечку у кишені. По закінченню робочого дня віддав цю книжечку матері Зеновія Брезденя. Пізніше вона переслала книжечку своєму сину Зеновію, а він, вивчивши її детально, відправив на «спочинок» у музейний архів Українського католицького університету у Римі на прохання самого патріарха Йосифа Сліпого.

## Перелік священиків що служили в церкві
| Становище на парафії      | ПІБ                                 | Фото | Роки на парафії          | Роки життя                   |
| ------------------------- | ----------------------------------- | ---- | ------------------------ | ---------------------------- |
| парох                     | о. Яків Яхимович                    |      | 6 березня 1739           | 1708 — †07.03.1788           |
| парох                     | о. Іван Яхимович                    |      | 1787                     | 1762 — †24.08.1814           |
| завідувач                 | о. Григорій Жизневський             |      | 1814—1816                |                              |
| завідувач                 | о. Микола Честинський               |      | 1817                     |                              |
| парох                     | о. Данило Хибинський                |      | 6 березня 1739           | 1818 — †22.06.1821           |
| завідувач (парох Винник)  | о. Семен Давидович                  |      | 1821—1822                |                              |
| завідувач (парох Лисинич) | о. Григорій Честинський             |      | 1823—1828                | †1850                        |
| завідувач                 | о. Василь Терлецький                |      |                          | †07.08.1826                  |
| завідувач                 | о. Лев Зімницький                   |      | 1828—1841                |                              |
| куратор місцевості        | о. Матвій Валюхевич                 |      | 06.04.1841 — †20.04.1845 |                              |
| завідувач                 | о. Лев Зімницький                   |      | 1845—1846                |                              |
| завідувач (парох Винник)  | о. Стефан Хомінський                |      | 26.02.1846 — 1847        |                              |
| парох                     | о. Ігнатій Топільницький            |      | 1847 — 31.05.1851        |                              |
|                           | о. Хробачинський                    |      |                          |                              |
| завідувач                 | о. Іван Бучацький                   |      | 1851—1854                | 1804 р. н.                   |
| парох                     | о. Даниїл Крупка                    |      | 02.12.1854 — 1891        | 1826 — †1908 і тут похований |
| парох                     | о. Василь Бернацький                |      | 10.04.1891 — 31.03.1922  | 1855 — †05.12.1935           |
| помічник о. Бернацького   | о. Василь Кедринський               |      | 1921 — 31.03.1922        |                              |
| парох — декан             | о. Пилипець Петро                   |      | 01.04.1922 — 15.03.1936  | 1877 — 1943                  |
| завідувач                 | о. Кучабський Володимир             |      | 11.01.1936 — 25.03.1937  |                              |
| парох                     | о. Іван Романчукевич                |      | 16.03.1937 — 1940        | 1890 — †01.01 1985           |
| завідувач                 | о. Стисловський                     |      | від 11.1940              |                              |
| завідувач                 | о. Степан Хабурський                |      | 15.12.1941 — 1944        | †06.08.1972 Торонто, Канада  |
| завідувач                 | о. лік. Кабарівський Йосафат        |      | 1945—1962                | 1894 — †18.02.1963           |
| парох                     | о. Гродзіцький Володимир Михайлович |      | 02.08.1962               |                              |
| парох — протоієрей        | о. Михайло Стрілецький              |      |                          | 1923 — †1980 і тут похований |
|                           | о. Процюк Богдан                    |      | 4 роки на парафії        |                              |
|                           | о. Кузьо Ростислав, о. Ґуль         |      | На короткий час          |                              |
| парох — митрат прот.      | о. Будник Михайло                   |      | Діючий із 10.1987 року   | 05.05.1960                   |